# Atomopteryx solanalis
Atomopteryx solanalis là một loài bướm đêm trong họ Crambidae.